# Esparza de Salazar
Esparza de Salazar (baskijski: Espartza Zaraitzu) – gmina w Hiszpanii, w Nawarze, o powierzchni 26,46 km². W 2011 roku gmina liczyła 91 mieszkańców.